# Спешнев, Николай Николаевич
Никола́й Никола́евич фон Спе́шнев (1844—1907) — русский миколог и фитопатолог, работавший на Кавказе.

## Биография
Родился в Венеции в 1844 году. Представитель дворянского рода Спешневых. Начальное образование получал в Псковской гимназии, затем поступил в Санкт-Петербургский университет. В Петербурге работал ассистентом профессора А. Н. Бекетова. В 1865 году вместе с Бекетовым отправился за границу. Учился у В. Гофмейстера, А. де Бари, Ю. Сакса.
С 1870-х годов Николай Николаевич читал лекции по микологии в звании приват-доцента в Киевском Императорском университете, также преподавал ботанику на высших женских курсах. Через некоторое время переехал в своё родовое имение Федоссино в Псковской губернии, стал принимать участие в общественной жизни губернии. Основал в Пскове сельскохозяйственное общество, был его первым председателем. Был избран почётным мировым судьёй, членом комиссии по крестьянским делам.
Н. Н. Спешнев занимался исследованиями электрокультур и пропагандированием их использования среди населения (впрочем, безуспешным). Основал фабрику, на которой производил некую изобретённую им массу, способную противостоять высоким температурам, однако потерял на этом предприятии всё своё состояние.
С 1891 года Спешнев работал на Кавказе старшим виноделом Удельного ведомства Кахетии. В 1894 году он стал ассистентом по микологии в Министерстве земледелия и государственных имуществ, начал изучать грибные болезни культурных растений Кавказа.
Николай Николаевич Спешнев был членом филоксерного комитета Тифлиса, а также Сельскохозяйственного Кавказского общества, Общества садоводства и других агрономических объединений. Вёл переписку со многими учёными Германии, Франции, Англии, Италии, Испании, Америки и Австралии.
Скончался 11 марта (26 февраля по старому стилю) 1907 года.

## Некоторые научные работы
- Speschnew, N.N. Les parasites végétaux de la Cakhetic (неопр.) // Arb. Teflis Botan. Gart. Kief.. — 1897. — Т. 2. — С. 199—266.
- Speschnew, N.N. Über Auftreten und Charakter des Black-Rot in Dagestan (нем.) // Zeitschrift für Pflanzenkrankheiten : magazin. — 1902. — Bd. 11.
- Спѣшневъ Н. Н. Грибные паразиты чайнаго куста // Труды Тифлисскаго Ботаническаго Сада. — 1905. — Т. 6, № 3. — С. 47—129.

## Виды грибов, названные в честь Н. Н. Спешнева
- Phoma speschnevii Frolov, 1968
- Phyllosticta speschnewiana Sacc. & P.Syd., 1902, nom. nov. [≡ Phyllosticta ampelopsidis Speschnew, 1901]
- Uredo speschnewii Sacc. & P.Syd., 1902, nom. nov. [≡ Sorosporium ipomoeae Speschnew, 1900]
- Venturia speschnewii Sacc. & D.Sacc., 1905, nom. nov. [≡ Coleroa venturioides Speschnew, 1904]